# Mr. Game & Watch
Mr. Game & Watch est un personnage présent dans plusieurs jeux électroniques à cristaux liquides Game & Watch, éditée par Nintendo de 1980 à 1988. Il apparaît pour la première fois dans le jeu électronique Ball le 28 avril 1980. Il réapparait en 2001 dans le jeu Super Smash Bros. Melee puis dans Super Smash Bros. Brawl en 2008, suivi de Super Smash Bros. for Nintendo 3DS / for Wii U en 2014 et finalement sur Super Smash Bros. Ultimate en 2018.

## Dans la sérieSuper Smash Bros.
Mr. Game & Watch (souvent raccourci en G&W par les joueurs) est techniquement le personnage jouable le plus vieux de la série Super Smash Bros.. C'est par certains points le personnage le plus original du jeu, car déjà très inattendu ; ensuite, il est exactement tel que dans les jeux Game & Watch, c'est-à-dire en vraie 2D plate et bougeant image par image ! Toutes ses attaques, normales ou spéciales, sont tirées de jeux originaux. Par exemple, son B+haut vient de Fire et Parachute, son Smash-haut, ainsi que son Final Smash sont tirés d'Octopus, ou encore son B-neutre provient de Chef. C'est un personnage jouable à partir de Super Smash Bros. Melee sur GameCube, puis dans sa suite Super Smash Bros. Brawl sur Wii.

Dans Super Smash Bros. Melee, pour le débloquer, il faut soit finir le mode Aventure avec les 24 autres personnages, soit faire le « Target Test » avec les 24 autres personnages, ou encore faire 1 000 matches en mode « Melee ».

Dans Super Smash Bros. Brawl, pour le débloquer, il faut soit faire 250 matchs en VS, soit faire le mode "Smash dans le mille" avec au moins 30 personnages différents avec un même niveau de difficulté ou soit qu'il rejoigne votre équipe dans l'Émissaire Subspatial. Sauf pour le dernier cas, il faut ensuite le vaincre dans un combat.
Il apparaît également dans Super Smash Bros. for Nintendo 3DS / for Wii U. Dans la version 3DS, il faut soit faire 90 matchs en VS, soit compléter le mode "Classique" avec 10 personnages différents. Dans la version Wii U, il faut soit faire 80 matchs en VS, soit compléter le mode "Classique" avec 5 personnages différents avec une difficulté d'au moins 2.0.
Dans les deux versions, il faudra ensuite le battre afin qu'il rejoigne la liste des personnages.